# Lubu (langue)
Pour les articles homonymes, voir Lubu.

Carte des villes dans le Sumatra du nord

Le lubu est une langue d'Indonésie. Elle appartient au sous-groupe malais des langues malaïques dans la branche malayo-polynésienne des langues austronésiennes.